# Listă de traducători din limba română
Aceasta este o listă de traducători de literatură română în limbi străine.

## Traducători
- Jan Willem Bos[1]
- Petre Grimm
- E. Sylvia Pankhurst
- Alain Paruit
- Konrad Richter
- Wolf Aichelburg
- Christian W. Schenk
- M. W. Schroff
- Iurii Kojevnikov
- D.Samoilov
- N.Verjeiskaia
- Adam J. Sorkin
- Amita Bhose
- Go Mo-jo
- Maria Teresa Leon
- Rafael Alberti
- Rosa del Conte
- Carlo Tagliavini
- Ramiro Ortiz
- Marco Cugno
- Umberto Cianciolo
- Gino Lupi
- Alain Guillermou
- B.-A. Taladoire
- Pierre de Boisdeffre
- Fr. Lang
- Lajos Galdi
- Kakassy Endre
- Franyó Zoltán
- E.D.Tappe
- Ognean Stamboliev
- Jean-Paul Mestas
- Jean-Louis Courriol
- Anna Akhmatova

## Vezi și
- Listă de scriitori români